# Prémios da Lusofonia
Os Prémios da Lusofonia é uma iniciativa que homenageia anualmente em Portugal desde 2017, cidadãos e cidadãs da lusofonia que se distinguiram por obra e carreira nas mais diversas atividades e áreas que exercem, desde a música, literatura, cidadania, artes plásticas, comunicação social, passando pelo teatro e cinema, educação, moda e estilismo, entre muitas outras áreas. 
A Gala Prémios da Lusofonia é um momento de celebração lusófona, celebração da arte, da cultura e da cidadania de língua portuguesa, onde a diversidade (todos os países de expressão oficial portuguesa têm personalidades galardoados) e a paridade de género constituem ponto de honra. 

## História

### Fundação

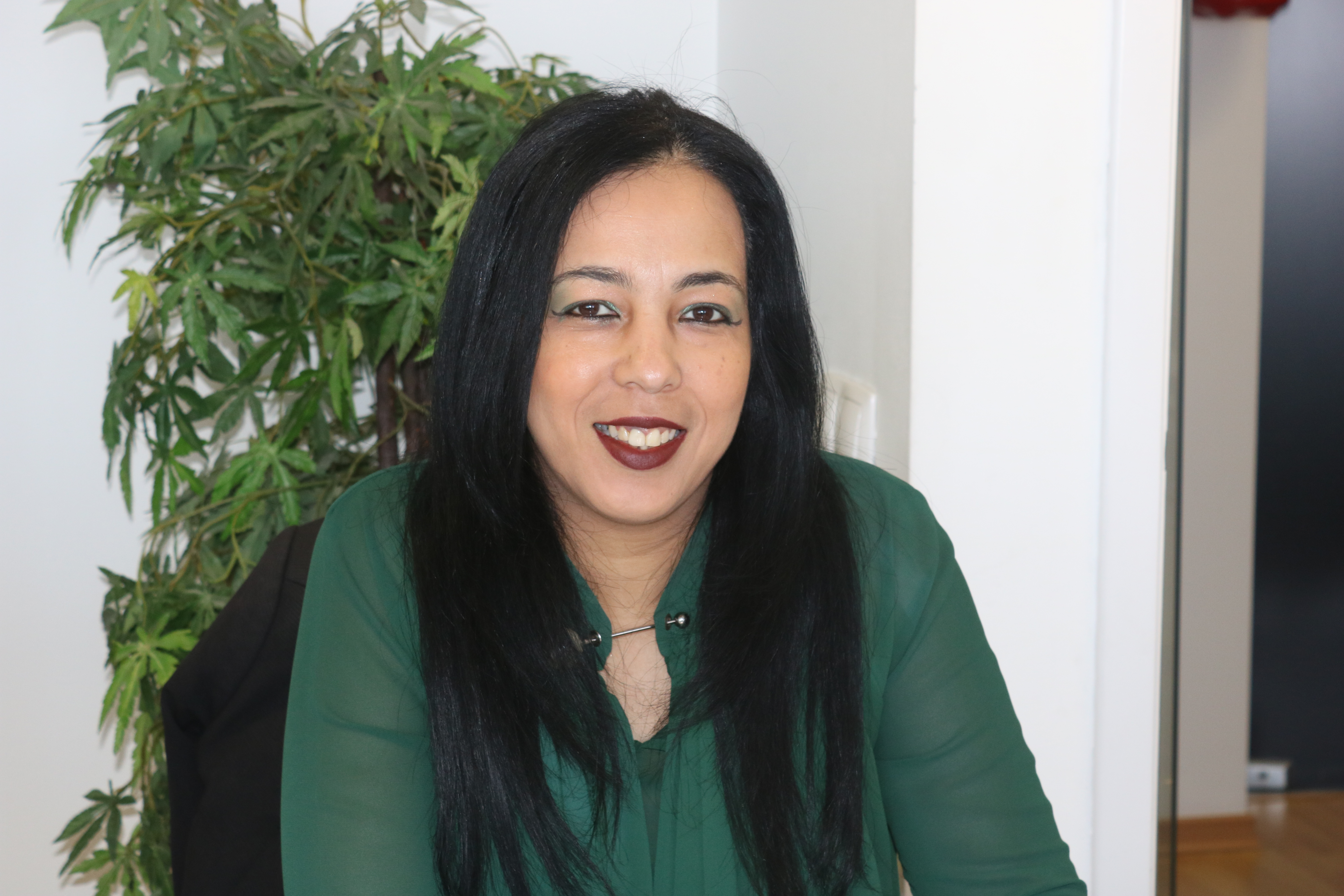
Isabel Leitão é a mentora e fundadora da Gala Prémios da Lusofonia.

O projeto Prémios da Lusofonia foi uma ideia que surgiu ao longo do percurso cultural de Isabel Leitão. No ano de 2017, criaram-se as condições para a realização da primeira Edição da Gala Prémios da Lusofonia. Esta iniciativa conta com a parceria da CPLP e da Câmara Municipal de Cascais. 
Para a mentora e fundadora da Gala, o trabalho qualificado das mulheres e dos homens que servem a cidadania de língua portuguesa merece o devido reconhecimento no mundo que, hoje, é global. Estes cidadãos têm desenvolvido um trabalho constante, sustentado e meritório. A língua portuguesa está a viver um processo de incremento global. A arte e a cultura assumem um papel preponderante nesse processo.
A Gala Prémios da Lusofonia pretende realçar o papel das mulheres e dos homens que mais e melhor têm representado a vontade de tornar mais competitiva e atrativa a imagem da lusofonia em todo o mundo.
Sendo os Prémios da Lusofonia, um projeto virado para o futuro, a equipa da Gala tem como intenção realizar regularmente uma iniciativa onde a arte e a cultura sejam a montra maior de um mundo que se entende através da língua portuguesa e que respeita as diferenças culturais que a história urdiu e os cidadãos dos países da língua oficial portuguesa aceitaram como suas.

## Administração

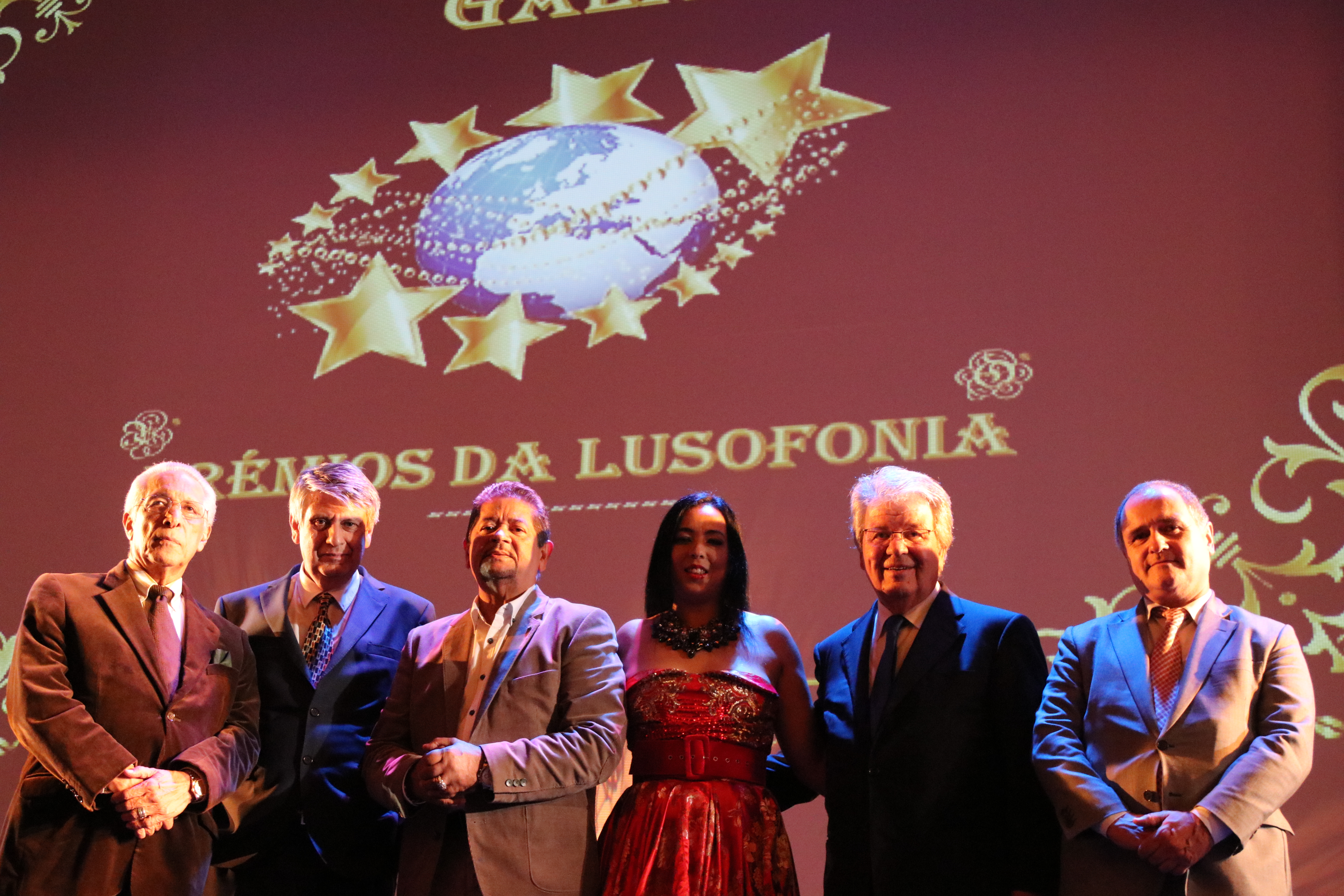
Administração da Gala Prémios da Lusofonia.

A Gala Prémios da Lusofonia, atualmente é constituída por uma administração de 6 elementos, que têm a responsabilidade de escolher as personalidades galardoadas em cada edição: Isabel Leitão (Mentora e Fundadora), Mário Máximo (Coordenador da Administração), Lauro Moreira, Paulo Pisco, Hélder de Oliveira e António Soares Lopes Júnior.
A Administração da Gala foi criada seguidamente à primeira edição desta iniciativa, juntando-se ao projeto Mário Máximo, Lauro Moreira, Hélder de Oliveira e António Soares Lopes Júnior, galardoados com o Prémio Lusofonia 2017.
No ano de 2018, o deputado Paulo Pisco integrou o projeto, após a segunda edição da Gala Prémios da Lusofonia.

## Galas de Atribuição
| Edição | Data                  | Local                               | Apresentador(es)              |
| ------ | --------------------- | ----------------------------------- | ----------------------------- |
| I      | 2 de setembro de 2017 | Auditório Municipal Ruy de Carvalho | Raquel Flores                 |
| II     | 27 de outubro de 2018 | Auditório Municipal Ruy de Carvalho | Raquel Flores e Ângelo Torres |
| III    | 19 de outubro de 2019 | Auditório Municipal Ruy de Carvalho | Raquel Flores e Gabriel Niva  |
| IV     | 24 de outubro de 2020 | Auditório Municipal Ruy de Carvalho | Raquel Flores e Gabriel Niva  |
| V      | 23 de outubro de 2021 | Auditório Municipal Ruy de Carvalho | Raquel Flores e Gabriel Niva  |
| VI     | 1 de outubro de 2022  | Casino Estoril                      | Raquel Flores e Gabriel Niva  |
| VII    | 7 de outubro de 2023  | Casino Estoril                      | Raquel Flores e Gabriel Niva  |
| VIII   | 12 de outubro de 2024 | Casino Estoril                      | Raquel Flores e Gabriel Niva  |

## Galardoados Prémio Lusofonia

#### I Edição Gala Prémios da Lusofonia
| Gala Prémios da Lusofonia 2017 | Gala Prémios da Lusofonia 2017    | Gala Prémios da Lusofonia 2017 |
| Categoria                      | Laureado                          | País                           |
| ------------------------------ | --------------------------------- | ------------------------------ |
| Teatro e Cinema                | Ruy de Carvalho                   | Portugal                       |
| Música                         | Adelaide Ferreira                 | Portugal                       |
| Literatura                     | Andrea Zamorano                   | Brasil                         |
| Artes Plásticas                | Clavel / Fernando Leite de Castro | Portugal                       |
| Literatura                     | Delmar Gonçalves                  | Moçambique                     |
| Artes Plásticas                | Fernando Corrêa dos Santos        | Portugal                       |
| Comunicação Social             | Gabriel Baguet                    | Angola                         |
| Moda e Estilismo               | Goretti Pina                      | São Tomé e Príncipe            |
| Ação Empresarial               | Hélder de Oliveira                | Portugal                       |
| Teatro e Cinema                | Isabel Ferreira                   | Angola                         |
| Prémio Mérito Lusófono         | Jorge Humberto                    | Cabo Verde                     |
| Comunicação Social             | José Mussuaili                    | Moçambique                     |
| Prémio Diplomacia Lusófona     | Lauro Moreira                     | Brasil                         |
| Literatura                     | Lopito Feijó                      | Angola                         |
| Moda e Estilismo               | Roselyn Silva                     | São Tomé e Príncipe            |
| Educação                       | Luís Costa                        | Timor Leste                    |
| Comunicação Social             | António Soares Lopes Júnior       | Guiné-Bissau                   |
| Literatura                     | Mário Máximo                      | Portugal                       |
| Moda e Estilismo               | Nadir Tati                        | Angola                         |
| Ação Empresarial               | Paula de Carvalho                 | Portugal                       |

#### II Edição Gala Prémios da Lusofonia
| Gala Prémios da Lusofonia 2018 | Gala Prémios da Lusofonia 2018 | Gala Prémios da Lusofonia 2018 |
| Categoria                      | Laureado                       | País                           |
| ------------------------------ | ------------------------------ | ------------------------------ |
| Prémio Especial Lusofonia      | Isaltino Morais                | Portugal                       |
| Cinema                         | Alberto Araújo                 | Brasil                         |
| Comunicação Social             | Gabriel Niva                   | Angola                         |
| Associativismo                 | Associação Mén Non             | São Tomé e Príncipe            |
| Cidadania                      | Paulo Pisco                    | Portugal                       |
| Artes Plásticas                | Gabriela Carrascalão           | Timor Leste                    |
| Ação Empresarial               | Maria Assunção Abdula          | Moçambique                     |
| Moda e Estilismo               | Fátima Lopes                   | Portugal                       |
| Teatro                         | Manuel Coelho                  | Portugal                       |
| Música                         | Tito Paris                     | Cabo Verde                     |
| Literatura                     | Nélida Piñon                   | Brasil                         |
| Prémio Carreira                | Domingos Simões Pereira        | Guiné-Bissau                   |

#### III Edição Gala Prémios da Lusofonia
| Gala Prémios da Lusofonia 2019 | Gala Prémios da Lusofonia 2019 | Gala Prémios da Lusofonia 2019 |
| Categoria                      | Laureado                       | País                           |
| ------------------------------ | ------------------------------ | ------------------------------ |
| Ciência e Saúde                | Maria Manuel Mota              | Portugal                       |
| Ambiente                       | Adjany Costa                   | Angola                         |
| Moda e Estilismo               | Pedro Pinto                    | Portugal                       |
| Teatro e Cinema                | Festin / Léa Teixeira          | Brasil                         |
| Gastronomia                    | Restaurante Zambeze            | Moçambique                     |
| Artes Plásticas                | Adriano Fagundes               | Brasil                         |
| Associativismo                 | Associação Caboverdeana        | Cabo Verde                     |
| Comunicação Social             | Teresa Sousa                   | Portugal                       |
| Ação Empresarial               | Mota-Engil / António Mota      | Portugal                       |
| Literatura                     | Djaimilia Pereira de Almeida   | Angola                         |
| Educação                       | Inocência Mata                 | São Tomé e Príncipe            |
| Cidadania                      | Carlos Lopes                   | Guiné-Bissau                   |
| Música                         | Martinho da Vila               | Brasil                         |
| Prémio Carreira                | José Ramos-Horta               | Timor Leste                    |

#### IV Edição Gala Prémios da Lusofonia
| Gala Prémios da Lusofonia 2020            | Gala Prémios da Lusofonia 2020 | Gala Prémios da Lusofonia 2020 |
| Categoria                                 | Laureado                       | País                           |
| ----------------------------------------- | ------------------------------ | ------------------------------ |
| Ciência e Saúde                           | Nuno Nina                      | Portugal                       |
| Moda e Estilismo                          | Igor Marchesi                  | Brasil                         |
| Artes Plásticas                           | Nú Barreto                     | Guiné-Bissau                   |
| Prémio Especial Instituição Internacional | Instituição Imamat Ismaili     | Portugal                       |
| Comunicação Social                        | Catarina Furtado               | Portugal                       |
| Ação Empresarial                          | Delta Cafés / Rui Nabeiro      | Portugal                       |
| Educação                                  | Ana Elisa Afonso               | Moçambique                     |
| Literatura                                | Olinda Beja                    | São Tomé e Príncipe            |
| Teatro e Cinema                           | Claudia Alencar                | Brasil                         |
| Música                                    | Matias Damásio                 | Angola                         |
| Prémio Diplomacia Lusófona                | Milena Pires                   | Timor Leste                    |
| Cidadania                                 | Ana Paula Laborinho            | Portugal                       |
| Prémio Especial Lusofonia                 | Duarte Pio de Bragança         | Portugal                       |
| Prémio Carreira                           | José Maria Neves               | Cabo Verde                     |

#### V Edição Gala Prémios da Lusofonia
| Gala Prémios da Lusofonia 2021 | Gala Prémios da Lusofonia 2021 | Gala Prémios da Lusofonia 2021 |
| Categoria                      | Laureado                       | País                           |
| ------------------------------ | ------------------------------ | ------------------------------ |
| Ação Empresarial               | Visabeira                      | Portugal                       |
| Moda e Estilismo               | Ana Salazar                    | Portugal                       |
| Artes Plásticas                | Cristiano Mangovo              | Angola                         |
| Teatro e Cinema                | Babetida Sadjo                 | Guiné-Bissau                   |
| Prémio Mérito Lusófono         | Beatriz Weigert                | Brasil                         |
| Educação                       | José Mingocho de Abreu         | Portugal                       |
| Prémio Mérito Lusófono         | Ângela Carrascalão             | Timor-Leste                    |
| Música                         | Andrea Teixeira                | Brasil                         |
| Comunicação Social             | Rodrigo Guedes de Carvalho     | Portugal                       |
| Prémio Lusofonia               | Tito Ada                       | Guiné-Equatorial               |
| Prémio Diplomacia Lusófona     | Hélder Lucas                   | Angola                         |
| Cidadania                      | Hércules da Cruz               | Cabo Verde                     |
| Literatura                     | Luís Carlos Patraquim          | Moçambique                     |
| Prémio Especial Lusofonia      | José Ramos Cassandra           | São Tomé e Príncipe            |
| Música do Mundo                | José Cid                       | Portugal                       |
| Prémio Carreira                | António Sampaio da Nóvoa       | Portugal                       |

#### VI Edição Gala Prémios da Lusofonia
| Gala Prémios da Lusofonia 2022 | Gala Prémios da Lusofonia 2022         | Gala Prémios da Lusofonia 2022 |
| Categoria                      | Laureado                               | País                           |
| ------------------------------ | -------------------------------------- | ------------------------------ |
| Ação Empresarial               | Higest Moçambique, Lda                 | Moçambique                     |
| Artes Plásticas                | Moisés Eyama                           | Guiné-Equatorial               |
| Associativismo Lusófono        | Afectos com Letras                     | Portugal                       |
| Música                         | Zé Manel Fortes                        | Guiné-Bissau                   |
| Moda e Estilismo               | Rose Palhares                          | Angola                         |
| Prémio Mérito Lusófono         | Ivone Sansão Bila                      | Moçambique                     |
| Prémio Autarca do Ano          | Francisco Carvalho                     | Cabo Verde                     |
| Comunicação Social             | Conceição Queiroz                      | Portugal                       |
| Música do Mundo                | Rui Veloso                             | Portugal                       |
| Prémio Diplomacia Lusófona     | Balbina da Silva                       | Angola                         |
| Prémio Especial Lusofonia      | Maria das Neves Ceita Batista de Sousa | São Tomé e Príncipe            |
| Literatura                     | José Luís Peixoto                      | Portugal                       |
| Cidadania                      | José Leitão                            | Portugal                       |
| Direitos Humanos               | Guilhermina Marçal                     | Timor-Leste                    |
| Prémio Carreira                | Murilo Rosa                            | Brasil                         |

#### VII Edição Gala Prémios da Lusofonia
| Gala Prémios da Lusofonia 2023 | Gala Prémios da Lusofonia 2023                | Gala Prémios da Lusofonia 2023 |
| Categoria                      | Laureado                                      | País                           |
| ------------------------------ | --------------------------------------------- | ------------------------------ |
| Associativismo Lusófono        | ASAMA – Associação de Apoio à Mulher Africana | Guiné-Equatorial               |
| Artes Plásticas                | David Levy Lima                               | Cabo Verde                     |
| Moda e Estilismo               | Conceição Carvalho                            | Guiné-Bissau                   |
| Teatro e Cinema                | Marcello Antony                               | Brasil                         |
| Educação                       | Benjamim de Araújo e Côrte-Real               | Timor-Leste                    |
| Prémio Mérito Lusófono         | Filipe Nascimento                             | São Tomé e Príncipe            |
| Língua Portuguesa              | Instituto Camões                              | Portugal                       |
| Literatura                     | Alice Vieira                                  | Portugal                       |
| Música do Mundo                | Paulo Flores                                  | Angola                         |
| Comunicação Social             | Fátima Lopes                                  | Portugal                       |
| Cidadania                      | António Saraiva                               | Portugal                       |
| Prémio Especial Lusofonia      | Filipe Zau                                    | Angola                         |
| Direitos Humanos               | Manuela Ramalho Eanes                         | Portugal                       |
| Prémio Carreira                | Joaquim Chissano                              | Moçambique                     |

#### VIII Edição Gala Prémios da Lusofonia
| Gala Prémios da Lusofonia 2024 | Gala Prémios da Lusofonia 2024 | Gala Prémios da Lusofonia 2024 |
| Categoria                      | Laureado                       | País                           |
| ------------------------------ | ------------------------------ | ------------------------------ |
| Teatro e Cinema                | Filipe La Féria                | Portugal                       |
| Prémio Mérito Lusófono         | Manuel Nsua                    | Guiné-Equatorial               |
| Ação Empresarial               | ISQ                            | Portugal                       |
| Ambiente                       | Josefa Sacko                   | Angola                         |
| Música do Mundo                | Ana Moura                      | Portugal                       |
| Moda e Estilismo               | Ana Sousa                      | Portugal                       |
| Literatura                     | Abdulai Sila                   | Guiné-Bissau                   |
| Prémio Especial Lusofonia      | Luísa Diogo                    | Moçambique                     |
| Cidadania                      | Miguel Duarte                  | Portugal                       |
| Comunicação Social             | Liliana Campos                 | Portugal                       |
| Prémio Mérito Lusófono         | António Quintas                | São Tomé e Príncipe            |
| Língua Portuguesa              | Edmilson Caminha               | Brasil                         |
| Prémio Especial Lusofonia      | Filomena Gonçalves             | Cabo Verde                     |
| Prémio Diplomacia Lusófona     | Maria Monteiro Jardim          | Angola                         |
| Prémio Carreira                | Xanana Gusmão                  | Timor-Leste                    |